# 庫因芝藝術博物館
庫因芝藝術博物館（羅馬化：Khudozhnii muzei imeni Kuindzhi）是位於烏克蘭馬里烏波爾的博物館，建於2010年，主要展出畫家阿尔希普·库因芝的畫作與生平，也藏有其他藝術家的作品。2022年3月21日俄羅斯入侵烏克蘭、進圍馬里烏波爾期間，此博物館被俄軍空襲炸毀，不過當時館藏的三幅庫因芝真跡畫作並不在館內。

## 歷史
早在1914年即有籌建博物館以展示阿尔希普·库因芝畫作的意見被提出，但因第一次世界大戰爆發而不了了之。1960年代此建議又被提出，但因缺乏成立博物館的資金，僅成立了一間以他為名的展覽中心。
2010年10月30日，庫因芝藝術博物館落成開館，為馬里烏波爾地方歷史博物館的分館，博物館建築為1902年建成，二戰後一度被用作藥局。博物館館藏畫作有650幅，並有960件圖像作品、150件雕塑與300件裝飾藝術作品，許多館藏是馬里烏波爾地方歷史博物館多年來所累積的，其中有三幅畫作為库因芝的真跡，為1960年代由俄羅斯博物館捐贈給馬里烏波爾地方歷史博物館，另外還藏有許多庫因芝畫作的複製品，以及维多利亚·科瓦尔丘克、伊凡·艾瓦佐夫斯基、瓦西里·韋列夏金與伊凡·希施金等多位其他藝術家的作品。阿尔希普·库因芝的出生年份曾有1841年與1842年兩種說法，一度引發俄語維基百科與烏克蘭語維基百科用戶的爭論，此博物館的館藏提供證據支持他出生於1841年。
2015年博物館慶祝阿尔希普·库因芝的175歲誕辰。2019年法國駐烏克蘭大使Isabelle Dumont至博物館參觀。
2022年3月21日馬里烏波爾圍城戰期間，庫因芝藝術博物館被俄軍空襲炸毀，其中三幅库因芝的畫作原作當時不在館內而倖免，其他畫家的畫作則下落不明。

## 外部連結
- Arkhip Kuindzhi, Part 1 – Virtual Museum Tour （页面存档备份，存于） on YouTube
- Kuindzhi Art Museum, Mariupol, description and photos （页面存档备份，存于）
- The museum director was shocked when she saw what her colleague was doing （页面存档备份，存于）

47°05′37″N 37°33′03″E / 47.0935°N 37.5508°E